# Jhonatan Narváez
Jhonatan Manuel Narváez Prado (ur. 4 marca 1997 w Playón de San Francisco) – ekwadorski kolarz szosowy.

## Osiągnięcia
Opracowano na podstawie:

2014
- 2. miejsce w mistrzostwach panamerykańskich juniorów (start wspólny)

2015
- 3. miejsce w mistrzostwach panamerykańskich juniorów (jazda indywidualna na czas)
- 2. miejsce w mistrzostwach panamerykańskich juniorów (start wspólny)

2016
- 2. miejsce w mistrzostwach panamerykańskich U23 (start wspólny)
- 1. miejsce w klasyfikacji górskiej Tour de Savoie Mont Blanc

2017
- 1. miejsce w Circuit des Ardennes
  - 1. miejsce w klasyfikacji młodzieżowej
- 1. miejsce w klasyfikacji młodzieżowej Tour of the Gila
  - 1. miejsce na 5. etapie
- 1. miejsce w klasyfikacji młodzieżowej Colorado Classic
- 1. miejsce w mistrzostwach Ekwadoru (start wspólny)

2018
- 2. miejsce w La Drôme Classic
- 1. miejsce w Hammer Sportzone Limburg (drużynowo)
- 1. miejsce na 1. etapie Adriatica Ionica Race (jazda drużynowa na czas)
- 2. miejsce w mistrzostwach Ekwadoru (start wspólny)
- 2. miejsce w Hammer Hong Kong (drużynowo)

2020
- 1. miejsce w klasyfikacji młodzieżowej Tour de Wallonie
- 1. miejsce w Settimana Internazionale di Coppi e Bartali
  - 1. miejsce w klasyfikacji młodzieżowej
  - 1. miejsce w klasyfikacji punktowej
  - 1. miejsce na 3. etapie
- 1. miejsce na 12. etapie Giro d’Italia

2023
- 1. miejsce na 2. etapie Österreich-Rundfahrt

2024
- 1. miejsce na 1. etapie Giro d’Italia

## Rankingi
| Rok              | 2016  | 2017 | 2018 | 2019 | 2020 | 2021 | 2022 | 2023 | 2024 |
| ---------------- | ----- | ---- | ---- | ---- | ---- | ---- | ---- | ---- | ---- |
| UCI World Tour   | -     | -    | 323. |      |      |      |      |      |      |
| World Ranking    | 839.  | 717. | 211. | 555. | 124. | 667. | 121. | 147. | 33.  |
| UCI Europe Tour  | 1142. | 586. | 136. |      |      |      |      |      |      |
| UCI Asia Tour    | -     | -    | 390. |      |      |      |      |      |      |
| UCI America Tour | 91.   | 121. | 88.  | 59.  | 11.  | 72.  | 13.  | 21.  | 5.   |
|                  |       |      |      |      |      |      |      |      |      |
| Źródło: UCI      |       |      |      |      |      |      |      |      |      |